# Messier 69
Messier 69 (còn gọi là M69 hay NGC 6637) là cụm sao cầu trong chòm sao Nhân Mã. Nó được Charles Messier phát hiện vào ngày 31 tháng 8, 1780, cùng đêm đó ông phát hiện ra M70. Thời điểm đó, ông đang tìm một thiên thể do LaCaille miêu tả vào năm 1751-2 và Messier nghĩ rằng ông đã phát hiện lại thiên thể này, nhưng cho đến nay người ta không rõ LaCaille có thực sự đã miêu tả M69.
M69 nằm cách Trái Đất 29.700 năm ánh sáng và có bán kính 42 năm ánh sáng. Nó nằm gần với cụm sao cầu M70, hai thiên thể cách nhau 1.800 năm ánh sáng; và cả hai cụm này nằm gần trung tâm thiên hà. Nó là một trong những cụm sao cầu giàu thành phần kim loại.